# Leonard Truskolaski
Leonard Truskolaski herbu Ślepowron (ur. 1825, zm. 1888) – polski właściciel ziemski.

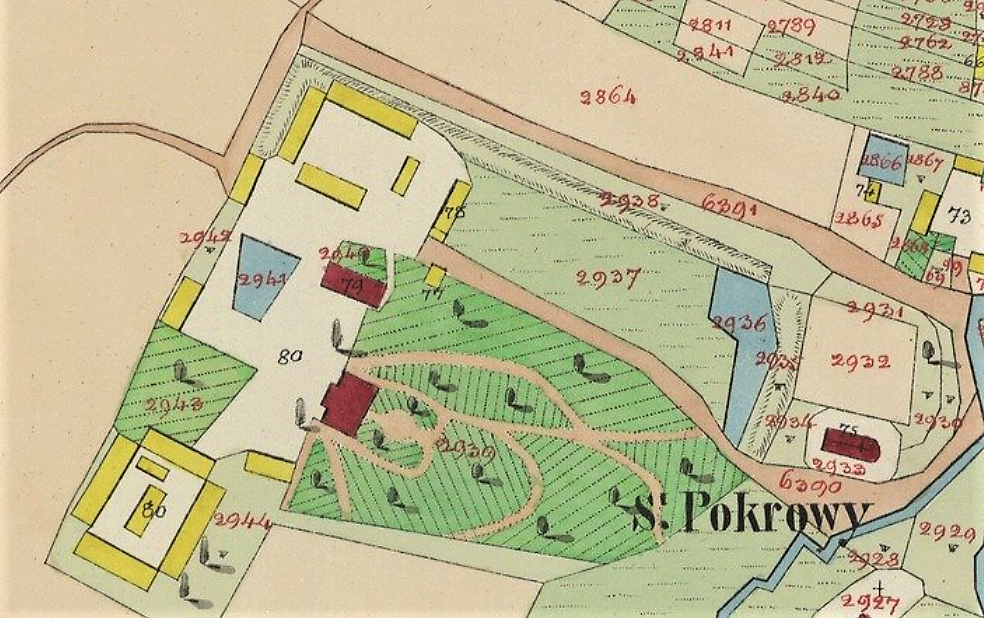
Majątek w Płonnej w 1852

## Życiorys
Urodził się w 1825. Wywodził się z rodu Truskolaskich herbu Ślepowron. Był synem Stanisława i Joanny z domu Żurowskiej. Miał siostrę Marię (1831–1899, żona Emila Leszczyńskiego). W 1857 w Bukowsku poślubił Rozalię z domu Siarczyńską herbu Sas (ur. 1833, córka Wojciecha). Mieli syna Włodzimierza (1858–1906) i córkę Olgę (1875–1895, żona Stanisława Fihausera).
Był właścicielem dóbr w Płonnej, gdzie zamieszkiwał. Pod koniec lat 60. samodzielnie był właścicielem dóbr tabularnych Płonna, a wraz z Różą Truskolaską był właścicielem dóbr tabularnych Osławice (wcześniej, w latach 50 dobrami tymi władał Stanisław Truskolaski). W latach 70. figurował jako wyłączny właściciel dóbr Płonna, Osławice oraz Wysoczany i Kożuszne. Posiadał też dobra Kulaszne, Szczawne. W latach 80. niektórymi z ww. dóbr władała Rozalia Truskolaska. W późniejszym czasie dobra w Płonnej odziedziczył ich syn Włodzimierz.
Od około 1869 należał do oddziału sanocko-lisko-brzozowsko-krośnieńskiego C. K. Galicyjskiego Towarzystwa Gospodarskiego. Przekazał na rzecz Włodzimierza Dzieduszyckiego ubrania regionalne, zaprezentowane przez niego w zbiorze na Wystawie Światowej w Wiedniu 1873, a potem przekazane do Muzeum Dzieduszyckich we Lwowie. W Kulasznem wytwarzał sery owcze. W tej wsi otworzył zakład żętyczny, otwarty 15 maja 1875, w ramach którego postawił kilka domów dla gości (kuracjuszy). Tam też dla wiernych wyznania katolickiego obrządku łacińskiego ufundował drewnianą kaplicę, poświęconą 23 lipca 1876, w której umieścił obraz Jezusa Milatyńskiego, zaś w kolejnym roku planował wybudowanie obszerniejszej kaplicy murowanej.
Z grupy większych posiadłości został wybrany do Rady c. k. powiatu sanockiego, w której zasiadał w kadencji od około 1870 do około 1874 (pełnił wówczas funkcję zastępcy członka wydziału) oraz w kadencji od około 1877 do około 1881.
Zmarł w 1888.